# Союз українців-католиків «Провидіння»
Союз Українців Католиків «Провидіння» в Америці (англ. Providence Association of Ukrainian Catholics of America), раніше Стоваришення Українців Католиків в Америці, братське товариство допомоги та страхування створене як «Стоваршення Українців Католиків в Америці» 6 серпня 1912 в місті Нью-Йорку, з метою моральної підтримки та матеріальної допомоги українським емігрантам у Сполучених Штатах Америки.
З початку свого перебування в Америці, єпископ Сотер Ортинський бажав створити католицьку братську інституцію. Перші філії «Провидіння» виникли в Нью-Йорку, Ньюарку, Джерсі-Сіті та Йонкерсі. До 1914 року, коли головний офіс було перенесено до Філадельфії, союз налічував близько 600 членів.
Донині «Провидіння» підтримує фінансовою допомогою українські католицькі парафії та численні вихідці з України. Більшість грантів спрямовується на: покращення будівлі парафії чи іпотеку на нове будівництво, спонсорство українських католицьких семінарій, стипендію коледжу, християнські та культурні добрі справи. До 2013 року видавали газету «Америка».
У 1940 році, разом з «Провидіння», Український Народний Союз, Український Робітничий Союз, і Українська Народна Поміч співзаснували Українського Конґресового Комітету Америки щоби скоординувати і скріплювати розбудову українського зорганізованого життя в Сполучених Штатах  і намагатися збільшити значення і ролю українсько-американської спільноти в громадському і культурному житті країни.